# 側副裂
側副裂（そくふくれつ、英: Collateral fissure）または、側腹溝（そくふくこう、英: Collateral sulcus）は大脳半球のテント面上にある脳裂の1つである。側副裂は後頭極付近から始まり、側頭極から少し離れたところまでのびている。
側副裂の後部は、その外側下方にある鳥距溝と舌状回によって分けられており、その前部は海馬傍回と紡錘状回の前部の間に存在する。